# Løgstør Idrætsforening
Løgstør IF er en dansk fodboldklub hjemmehørende i Løgstør i Jylland. Løgstør IF spiller sine hjemmekampe på Løgstør Stadion, Løgstør.